# Ormtjärnet (Silleruds socken, Värmland)
Ormtjärnet är en sjö i Årjängs kommun i Värmland och ingår i Göta älvs huvudavrinningsområde.